# Шпаценхаузен
Шпаценхаузен (њем. Spatzenhausen) општина је у њемачкој савезној држави Баварска. Једно је од 22 општинска средишта округа Гармиш-Партенкирхен. Према процјени из 2010. у општини је живјело 781 становника. Посједује регионалну шифру (AGS) 9180133.

## Географски и демографски подаци
Шпаценхаузен се налази у савезној држави Баварска у округу Гармиш-Партенкирхен. Општина се налази на надморској висини од 667 метара. Површина општине износи 7,7 km². У самом мјесту је, према процјени из 2010. године, живјело 781 становника. Просјечна густина становништва износи 101 становника/km².